# Out Stack
Out Stack, eller Oosta, er en ca. 50 × 100 meter ubeboet klippeø og den nordligste ø på Shetlandsøerne i Skotland og dermed Storbritanniens nordligste punkt. Den ligger 600 m nordøst for øen Muckle Flugga og 3 km nord for øen Unst. Out Stack er en del af naturreservatet Hermaness Nature Reserve.  Den hører ligesom Muckle Flugga til The Holms of Burra Firth. 
Lady Jane Franklin, hustru til den arktiske opdagelsesrejsende John Franklin, rejste til Out Stack i 1850erne. Det var det nærmeste, hun kunne komme sin savnede mand. Der findes ikke land i lige linje mellem Out Stack og Nordpolen. Der er tvivl, om hun kom i land på Out Stack. Det, at der ikke var nogen sikker landingsmulighed, var en af grundene til, at fyrtårnet blev bygget på Muckle Flugga og ikke på Out Stack